# Dârvari, Călărași
Dârvari este un sat în comuna Tămădău Mare din județul Călărași, Muntenia, România.